# Johann Gottfried Immanuel Berger
Johann Gottfried Immanuel Berger (* 27. Juli 1773 in Ruhland; † 20. Mai 1803 in Schneeberg) war ein deutscher evangelischer Theologe.

## Leben
Nach dem Schulbesuch in Ruhland studierte Johann Gottfried Immanuel Berger evangelische Theologie an der Universität Göttingen.
Danach war er dort als Repetent der theologischen Fakultät tätig. 
1802 ging er als Oberpfarrer nach Schneeberg, wo er im Alter von 30 Jahren im Jahr darauf an einem Nervenschlag starb.

## Werke
- Aphorismen zu einer Wissenschaftslehre der Religion (Leipzig 1796)
- Der Schutzgeist (Leipzig 1796)
- Moralische Einleitung in das Neue Testament (Lemgo 1797 bis 1801)
- Praktische Einleitung in das Alte Testament (1799/1800)
- Geschichte der Religionsphilosophie oder Lehren und Meinungen der originellsten Denker aller Zeiten über Gott und Religion, historisch dargestellt (1800)
- Anax apollon, oder Versuch über die Verdienste der Fürsten um die Wissenschaften (Lemgo 1803) (LLB Detmold)